# 中壢街區博物館
中壢街區博物館是位於中華民國桃園市中壢區的街區生態博物館，於2018年由台灣的民間團體發起、桃園市政府文化局及中壢區公所等當地政府機關輔導成立。該館展示中壢老城街區發展史及產業特色，目前有中壢五號倉庫藝文基地、湯記口味肉鬆老店、北帥西服、巷仔46文化共享空間、新珍香酥糖、大東餅舖、永利刀具、彭元吉刃物、有信糖菓行與余廣松刻印十間民間館舍，以及中平路故事館、壢小故事森林與老街溪河川教育中心三間公有館舍。

## 歷史
2015年社團法人桃園藝文陣線申請文化局村落藝文計畫執行「中壢街拾光計畫－壢久．彌新青銀街區共創」計畫，由中原大學室內設計系教授林志峰提出「整個中壢就是我的博物館」的概念。2018年，桃園市中壢區公所辦理「參與式預算社區營造計畫」，桃園藝文陣線與藝文工作者陳俊有共同提案的「中壢街區博物館串連計畫」，在票選中受到民眾支持，而得到執行的機會。

2019年經街區博物館計畫提案人號召串聯，選出3處公有館舍及4處民間館舍作為中壢文化路徑的節點：3處公有館舍，為文化局轄下的中平路故事館、壢小故事森林及桃園市政府教育局管轄的老街溪河川教育中心，4處在地老店及文化空間包含中壢五號倉庫藝文基地、湯記口味肉鬆老店、北帥西服與巷仔46文化共享空間。2020年，新珍香酥糖、大東餅舖、永利刀具三間老店加入中壢街區博物館，使該館民間館舍增為七間；10月12日至31日，該館以「街區就是博物館」為主題，於中壢服務區辦理移地特展。
2022年中壢區公所與在地青年及青創團隊社團法人桃園藝文陣線以及暴風數位合作，將過去累積的豐富文史資料，運用數位展示線上博物館的方式，讓遊客登入創立角色，漫步街區、進入老店，透過店家展出的老照片、文物及故事，瞭解中壢故事。2023年，新增三所民間館舍，包括彭元吉刃物、余廣松刻印以及有信糖菓行。

## 館舍

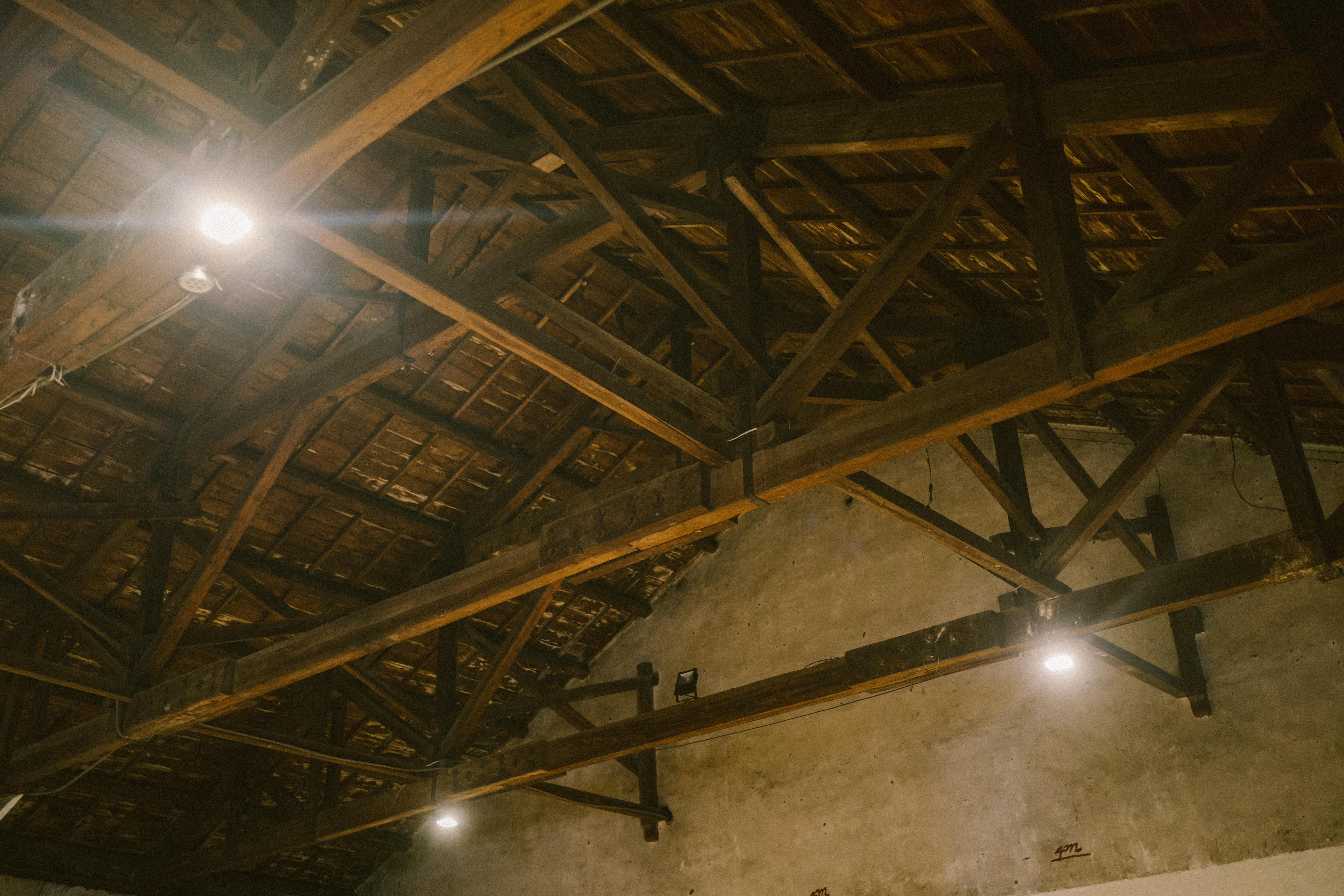
倉庫內日治時期至今保留完整之木桁架。

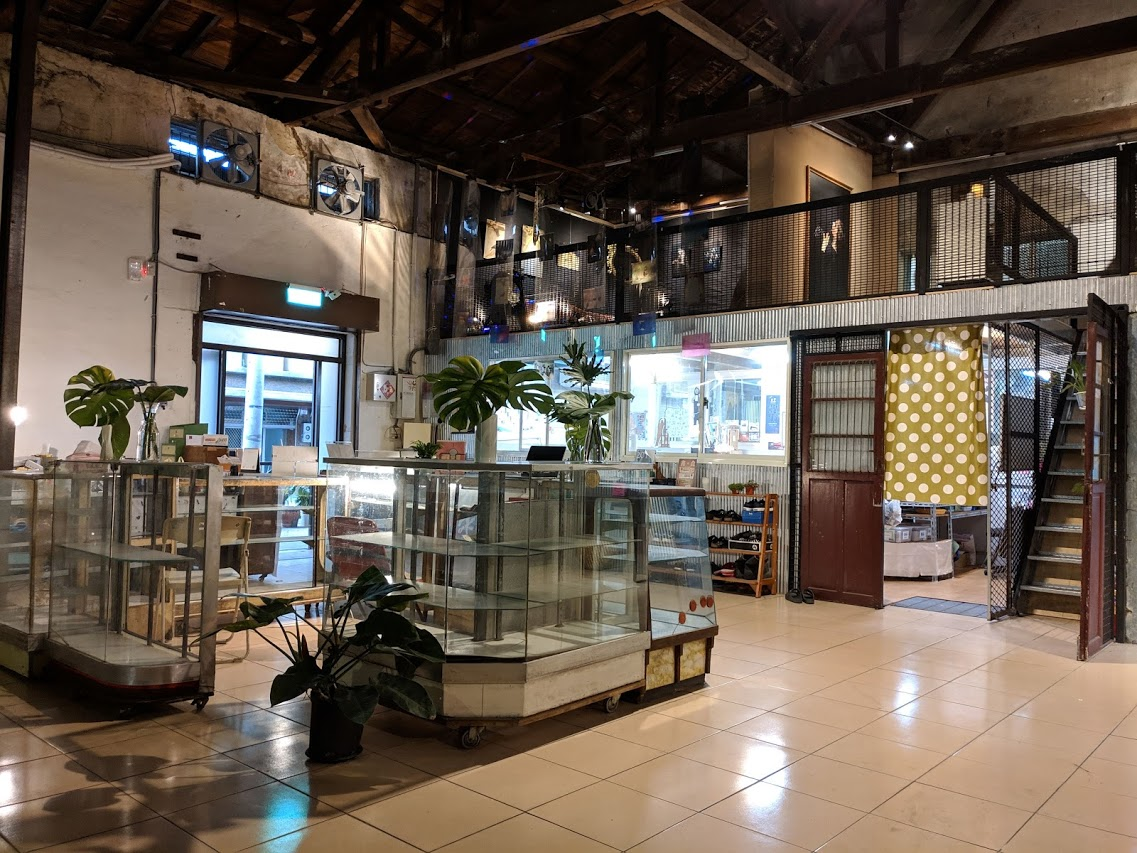
原作為米穀倉庫的空間，經整修後作為展覽及演出場地。

### 中壢五號倉庫藝文基地
「中壢五號倉庫藝文基地」是位於桃園市中壢區中和路的一處地方文化館，原為中華民國台灣鐵路管理局的鐵道倉庫，2018年後成為「中壢五號倉庫藝文基地」，用於藝文展演，並展示中壢的鐵路運輸史。因台鐵局礙於監察院認為不符合使用用途，自2020年12月22日三年租約到期後即不再續租。目前中壢鐵道四、五號倉庫經過數度文資調查，已於2021年10月1日通過文化資產審議委員會全票同意，登錄為歷史建築。

### 新珍香酥糖
花生酥糖與鐮刀、牛雜並列為「中壢三寶」。1929年，「新珍香餅行」創設於中壢第一市場，後於1951年遷至中平路現址。該店從製餅、糖塔到專做酥糖，因往來的商人送禮需求，使花生酥糖得以更為銷售發揚。該店參與各地伴手禮競賽，成為在地特色店家，已傳承到第三代。新珍香的酥糖曾在1968年赴日本參與日本最大規模的菓子展示會「全國菓子大博覽會」，獲該會名譽總裁高松宮頒發感謝狀，在台灣也獲得包括桃園縣政府主辦之2010年「第三屆桃園十大伴手禮」等獎項。新珍香花生酥糖除於店內介紹店家歷史，亦展示各式舊式餅模。

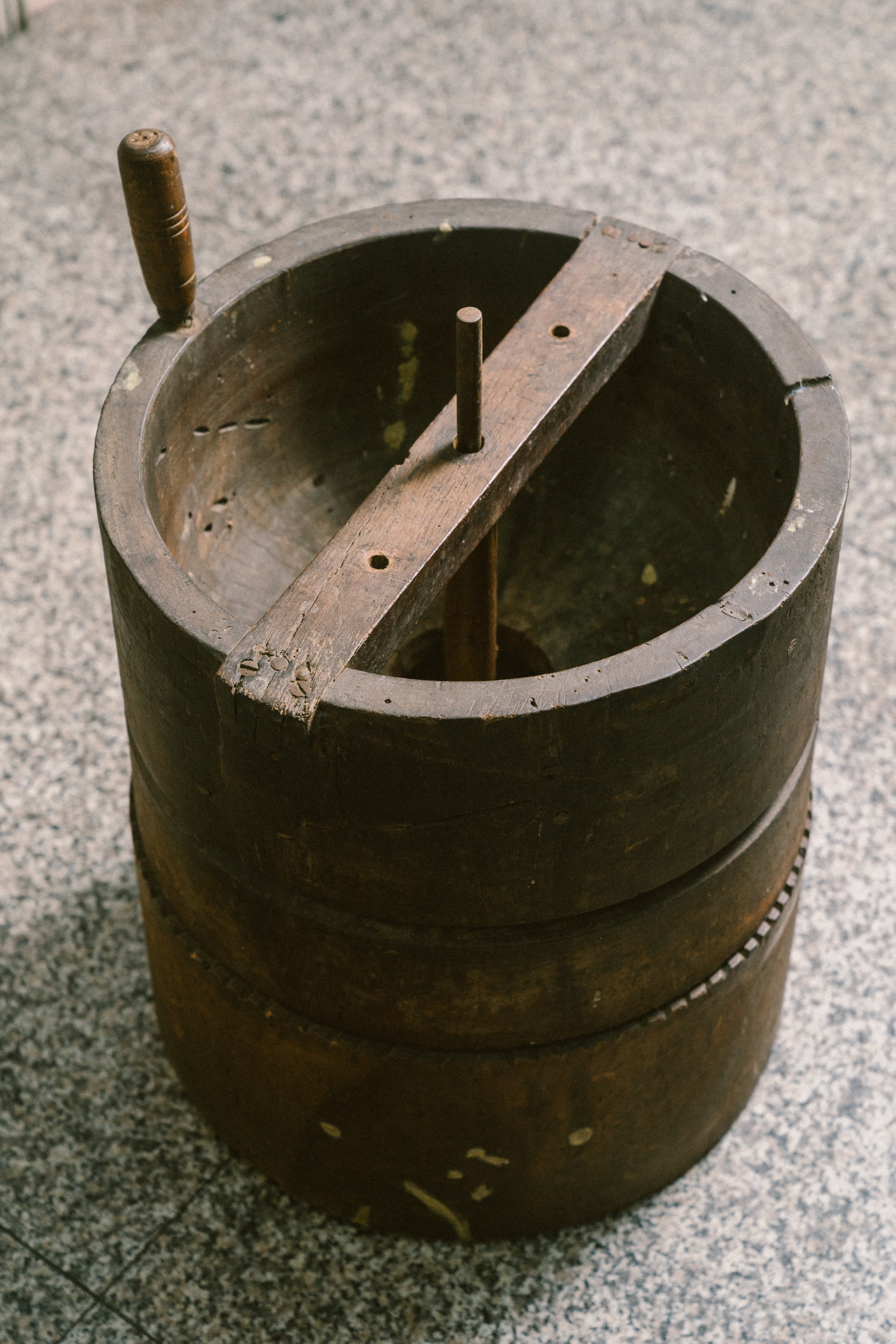
由第一代經營者范清漢發明訂製的木製花生脫皮器，保存至今。

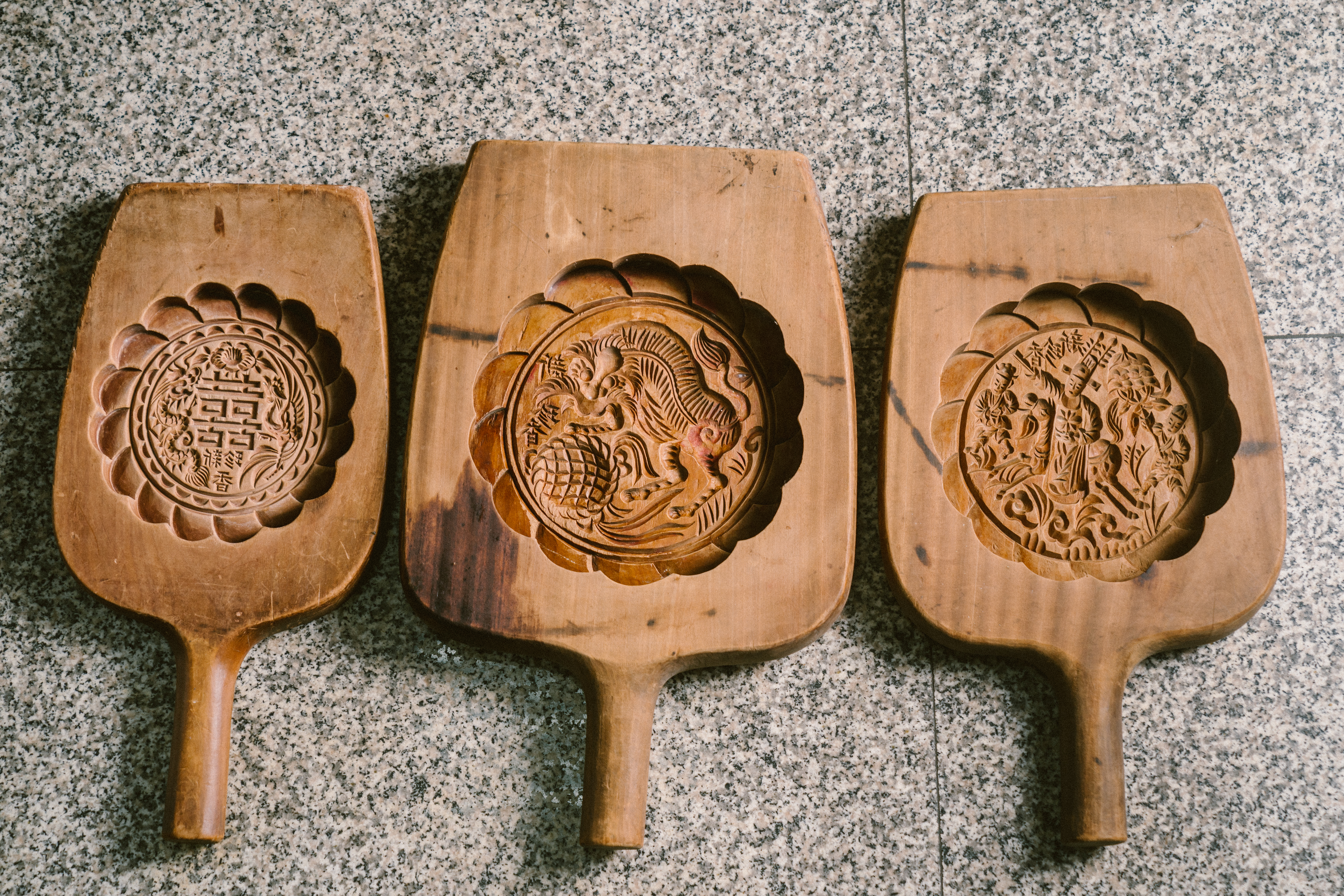
中壢新珍香酥糖保留許多開店以來使用的老餅模。

### 湯記口味肉鬆
位於中壢區大同路的「湯記口味肉鬆」創立於1910年代，見證了同一條街上「中壢第一公有市場」及中壢第一間百貨公司的創設。湯記從販售愛國獎券及臺灣省菸酒公賣局菸酒的雜貨店，轉型專售肉鬆或肉乾，自2019年加入街區博物館。

### 大東餅舖
「大東餅舖」創立於1945年，位在「番薯市場」一帶的中壢區民生路巷內，其前身為坐落於中壢區的雜貨店「錦珍香」，由創辦人呂芳亭在13歲時與兩兄弟創立，為該店第一代經營者。邱家過去因曾有一輩無子嗣，向與其友好的呂家過繼，因此三兄弟中有兩位姓邱、一位姓呂。
第一代創始人邱垂日，初創時以商行的模式，與兄弟共同販賣日本政府配給的米、油、鹽、醬、醋、糖等民生物品維生。1945年台灣光復後，市場恢復自由買賣，邱垂日才與兄弟分家，並以其名字末字「日」為命名契機，於今中壢中正路上成立「日香食品行」，以販賣壽桃、傳統糕餅、手工糖果等食品類為主。1960年代適逢中正路拓寬，邱垂日與兄弟遂將店面遷至中壢人稱「番薯市場」的民生路巷內，並將製餅技術傳給第二代邱顯評。第二代邱顯評接手日香後，因新址位於大東戲院附近，為方便民眾記憶，於1975年將「日香食品行」改名為「大東食品行」，以販賣古早味糕餅、麵包、壽桃、月餅、麵龜、包子、饅頭、手工糖果等雜貨型食品為主。戰後，三兄弟分工將錦珍香逐步轉型產售等糕餅點心，有時兼營外燴「辦桌」；如今錦珍香仍販售雜貨，並於神明生日或祭祀活動期間產售壽桃塔。至第三代經營者邱昱紳，以古早味糕餅作為主打產品，將「大東食品行」正式改名為「大東餅舖」除了維持古早味的手藝之外，也開發一些新型態的文化推廣活動。該店於2020年加入街區博物館。

### 巷仔46文化共享空間

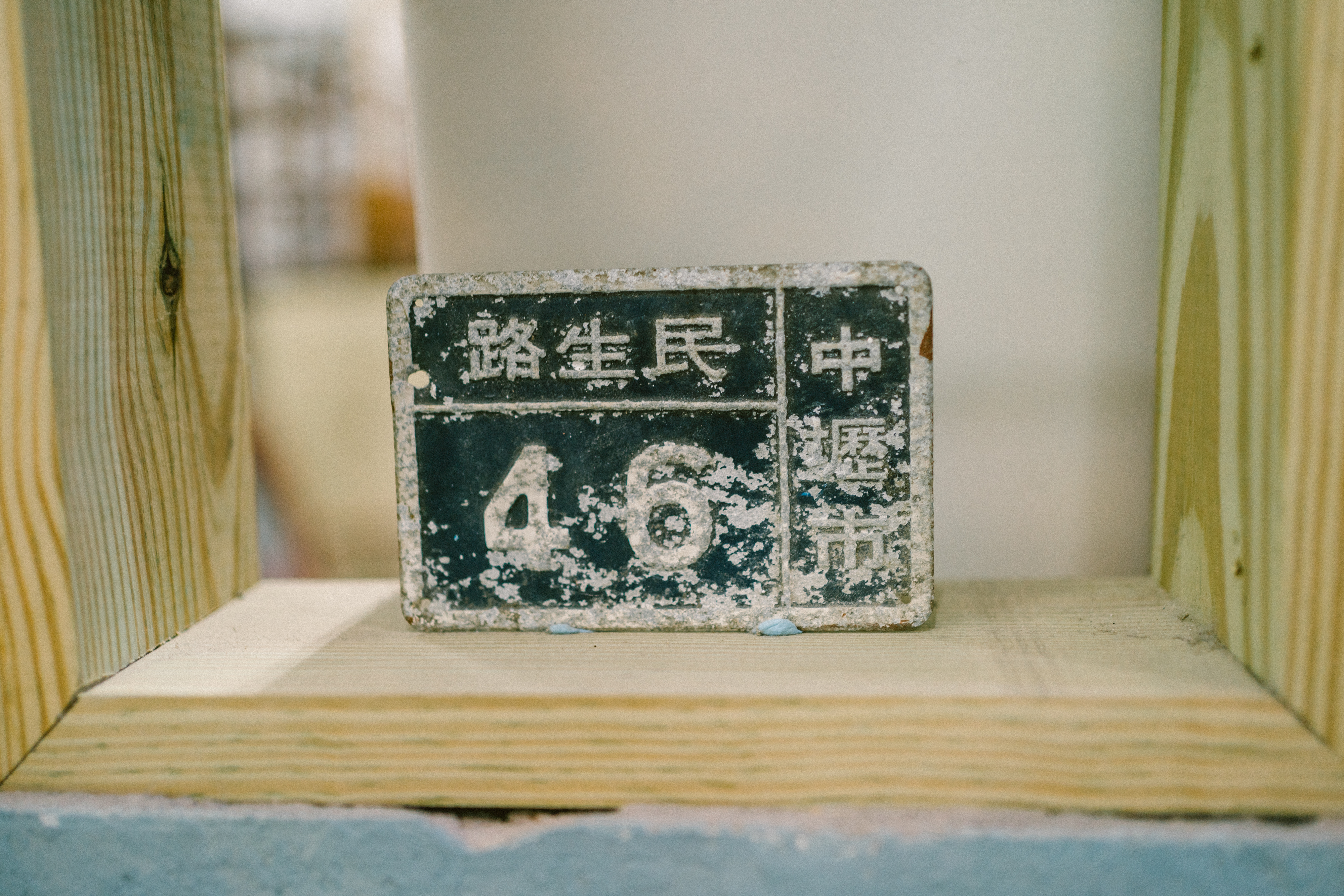
巷仔46文化共享空間的舊門牌。

「巷仔46文化共享空間」為於中壢區民生路，前身是建於1950年代的六連棟陳家私宅，是一棟三層樓的透天老屋新生建築。1990年代，屋主陳家因房屋空間不足且日益老舊，於是搬離。1994年後，該屋轉作倉儲使用，長期無人居住。2018年9月，陳家第三代屋主陳俊有重整該空間後，將宅邸規劃做為記錄戰後民生市場、中山路戲院街變遷及陳家家族史，並凝聚社區居民情感的文化空間。2018年，陳俊有向中壢區公所的「參與式預算社區營造計畫」提案發起中壢街區博物館計畫，獲票選通過執行。

### 北帥西服

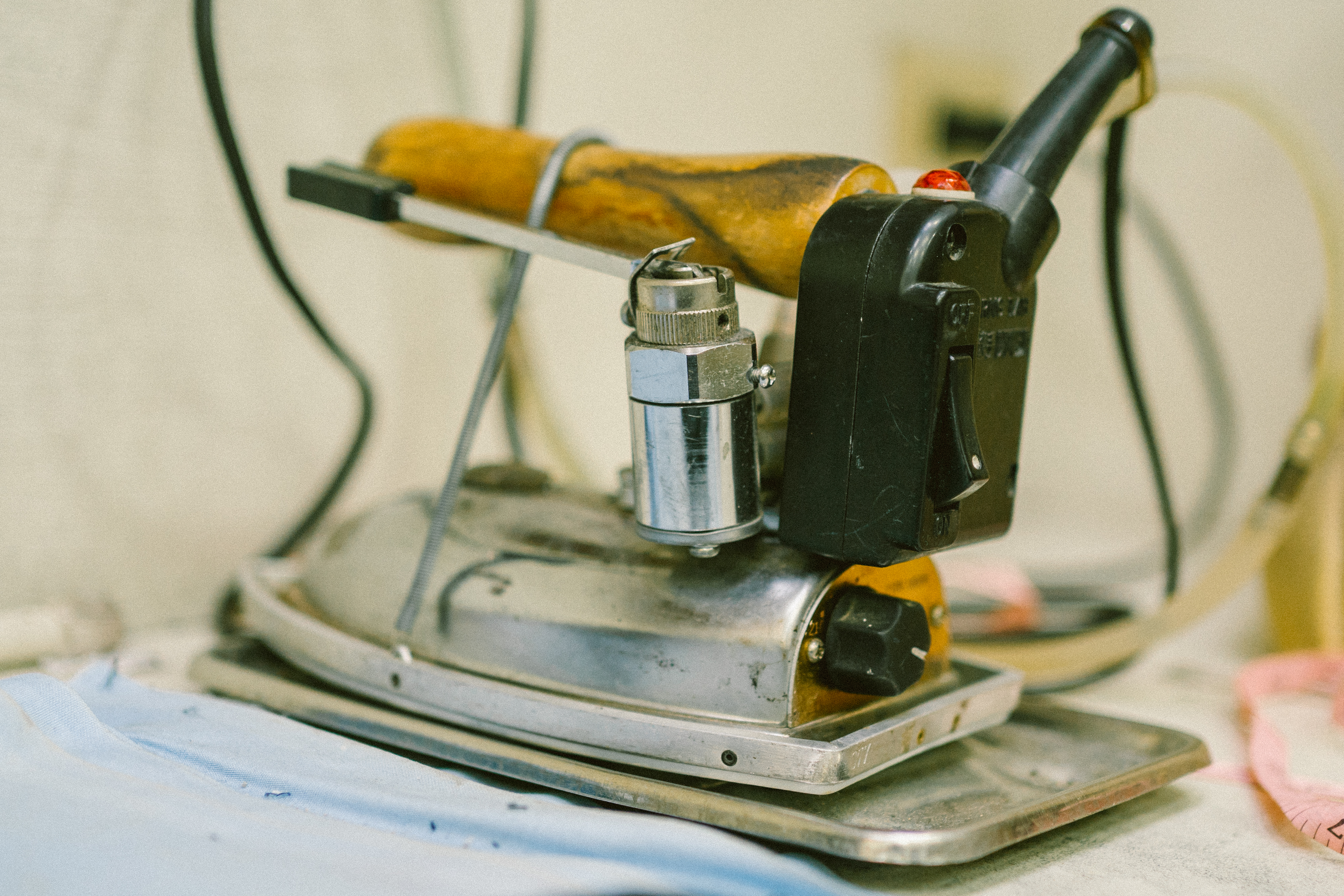
北帥西服店裡的工業用蒸氣熨斗，自其開業以來使用至今。

位於中壢區新生路的「北帥西服」創立於1985年，店主羅淑美原於臺北市中華商場開設西服店，婚後移居桃園，並在中壢開設北帥西服。中華商場拆除後，當地商家在北帥西服影響下至中壢扎根，將自台北習得的商業及裁縫技能帶往中壢，於當地商圈形成「西服一條街」。1980年代，軍營和大專院校群聚中壢，產生大量服裝訂製之需求，來自附近客運車站的軍人與學生，帶動當地娛樂、補習、流行文化等產業，其後周遭街區逐漸匯聚同類型店家。後因台灣面臨少子化及軍隊縮編等情形，當地西服訂製需求減少，該店營運狀況不如以往而漸轉型。至2019年，其參與桃園市政府經濟發展局的「中平店家×好新意」在地特色店家徵選，進行轉型改造，並於2020年加入中壢街區博物館。

### 永利刀具
鐮刀為「中壢三寶」之一，而創立於1956年的「永利刀具」，創辦人從新街廟前刀具街習得打鐵技術，後遷至中山東路自行開業。在台灣農業機械化且產業結構由農業轉型為工商業後，該店也改為生產菜刀及客製化刀具，其技術獲得日本企業「武生鋼材」專利授權，除了一般的家用菜刀外，他們更在職業用刀的生產上擁有良好聲譽，舉凡市場攤商使用的剁刀、牛刀、豬刀、魚刀等，幾乎都是出自他們之手，並依照台灣地區不同的使用習慣，提供相當多元的客製化服務。並曾於1969年在中華民國國貨館展出產品。

### 有信糖菓行

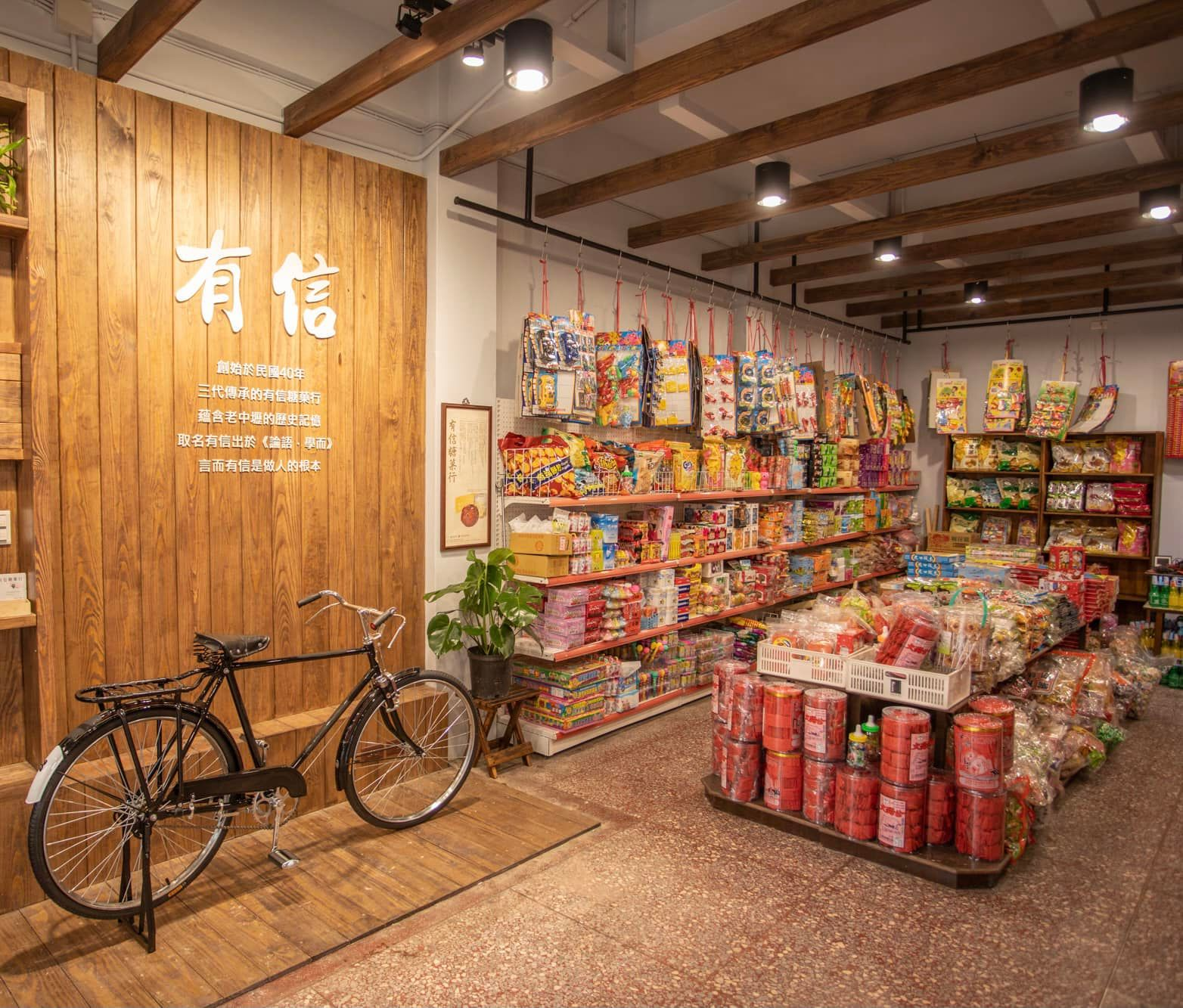
有信糖菓行店面擺設。

位在中壢區中正路的有信糖菓行，過去是當地最大的「柑仔店」，批發各式零嘴、餅乾，由於鄰近中壢國小，1950、1960年代，學童趨之若鶩來此「抽糖仔」，成為老中壢人的共同記憶。
擁有70年歷史的傳統柑仔店有信糖菓行，有信糖菓行的名稱由來，源自於創始老闆做生意「謹守信用」相當有信用又老實，於是店家就取名為有信糖菓行。而第一代創始老闆最早其實是在中壢銀宮戲院前賣汽水、涼水，也是當時中壢第一位賣汽水的攤販。但冬天寒冷，民眾少吃冰品飲料，所以就轉而販售糖果。
第一代老闆當時自己到台北批貨，後來變成中壢糖果的批發商，許多零售的小柑仔店都來批貨，被眾人所知，每當來往店家要跟有信糖菓行書信往返，只要在包裹寫上「有信」，就算地址模糊不清，郵差也知道是要送到哪一戶人家。據口述，中壢中正路上全盛時期糖果店就有6至7間，而有信主要做糖果批發業務，因時代變遷，賣糖果的柑仔店越來越少，才兼做零售。現在已傳承至第三代了，仍然維持批發兼賣糖果零食，店內販售如戳戳樂、圓球糖果、戰車小玩具、泡泡水等。
第三代老闆中榮里長劉文正2021年參與桃園市政府「店面的華麗轉身」店家改造計畫，老店翻新，迎接新局。

### 余廣松刻印社

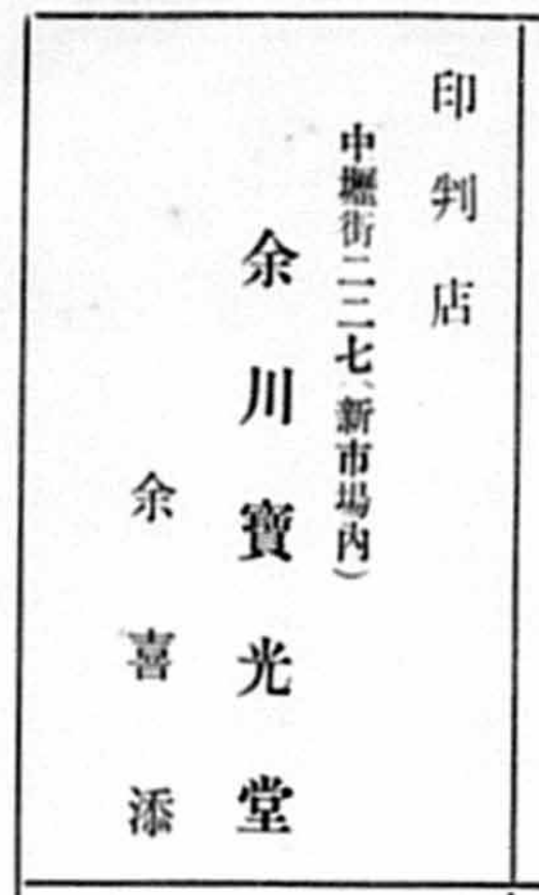
昭和13 年（1938），當時創立余廣松刻印社的余喜添先生，在中壢街227新市場內（即現今中壢大時鐘的中壢第一公有市場），經營余川寶光堂印判店。

余廣松刻印社約創立於西元1936年。創辦人余喜添先生年輕時因寫得一手好字，開始當學徒學習專業刻印，學得一技之長之後，前往日本繼續研修水晶刻章技術，後因家計返臺，便於當時人稱「大時鐘」的中壢第一公有市場成立「余川寶光行」後於1960年代遷至現址，改店名為「余廣松」。余廣松刻印老店從一開始的橡皮章、手畫線稿、反字手刻印判店，到後來製作牛角章、水晶章，檀木章、藏書章、落款等，留存有不少當時的店家及公務機關委託製作刻印作品，見證中壢商業發展的軌跡。

### 彭元吉刃物
創立於西元1928年，是「中壢三寶」之一「禾鐮」重要推手。第一代先祖彭雙乾（從父姓）與游雙坤（從母姓）二兄弟於合作創立「雙元吉」，開始製作刀具，民國45年（1956）登記立案為「雙元吉利器廠」，店面最早位於新街，以手工打造鐮刀、菜刀、農具為主。兩兄弟成立工會，讓中壢鐮刀的品質與價錢有了基準，還將鐮刀外銷國外。之後，二兄弟分開營運，「雙元吉」由游雙坤經營，彭雙乾另立「元吉刃物五金」，在第二代彭清治接手後，將「元吉刃物五金」，更名為「彭元吉刃物五金」，以銷售刀具、五金及園藝用品為主，而原手工生產的刀具則以特約委外打造。如今轉型為農具行的彭元吉刃物第三代掌門人彭政銘介紹道。隨著時代巨輪的前進，鐮刀雖然已經不再如此普遍，但因著曾經風光的歷史，仍成為膾炙人口的中壢三寶之一。

### 其他
- 老街溪河川教育中心
- 中平路故事館
- 壢小故事森林

## 外部連結
- 中壢就是博物館網站 （繁體中文）
- YouTube上的中壢街區博物館2020年度形象影片🏠🏠 （繁體中文）
- YouTube上的「中壢就是博物館」特展 國道中壢服務區開展【客家新聞20201012】（繁體中文）
- YouTube上的中壢參與式預算社造 盼落實民意.改善建設【客家新聞20190823】（繁體中文）